# Martie 2011
Acest articol este generat integral pe baza informațiilor din articolul 2011 și este actualizat periodic de un robot.
 Editările făcute în articol vor fi șterse la următoarea actualizare! Dacă doriți să faceți modificări, editați articolul-sursă.

ianuarie -
februarie -
martie -
aprilie -
mai -
iunie -
iulie -
august -
septembrie -
octombrie -
noiembrie -
decembrie
Martie 2011 a fost a treia lună a anului și a început într-o zi de marți.

## Evenimente

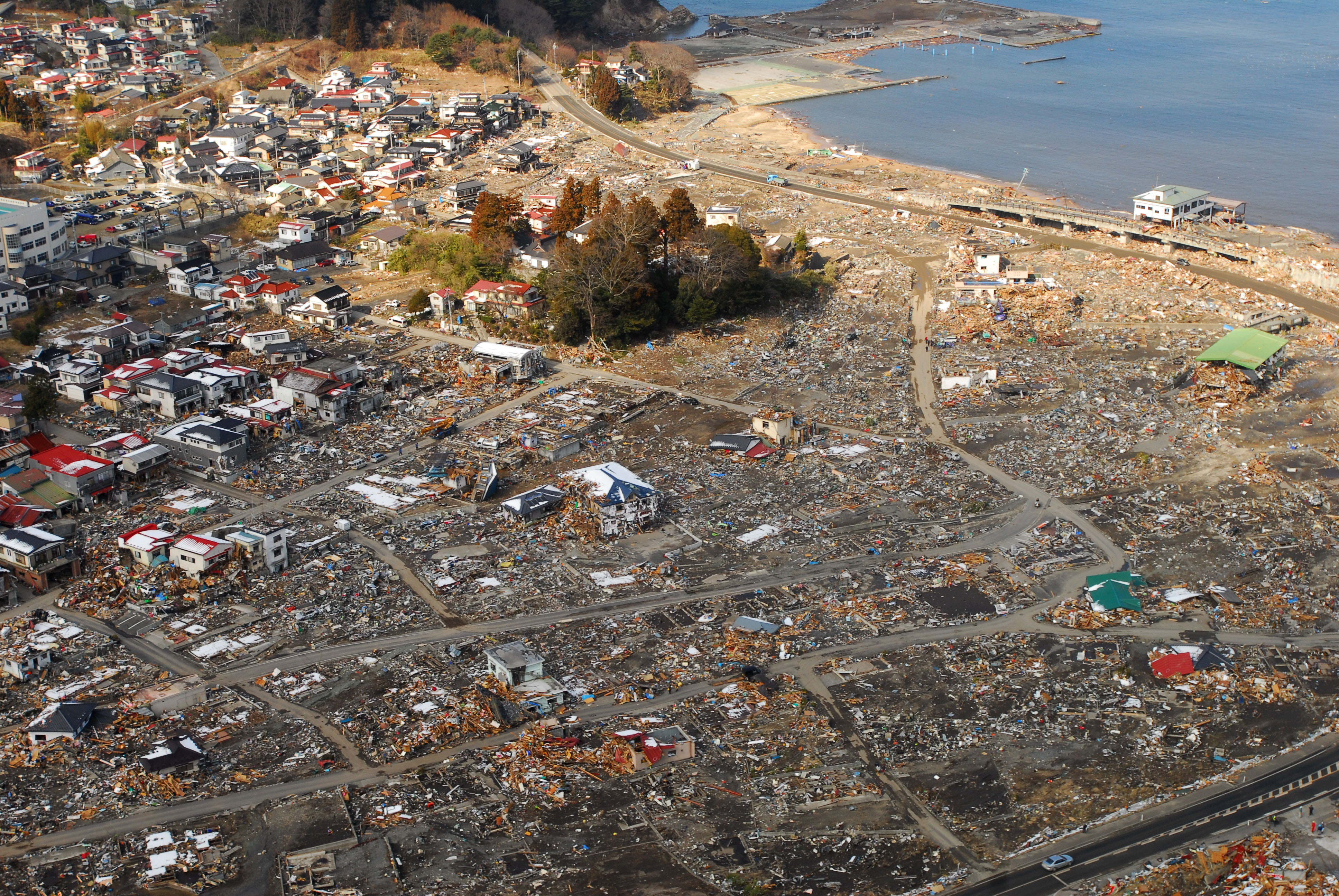
Cutremur devastator în Japonia

- 2 martie: Papa Benedict al XVI-lea îi exonerează pe evrei pentru responsabilitatea morții lui Iisus Hristos în cartea sa Iisus din Nazareth.[1]
- 9 martie: Alertă de tsunami după un cutremur cu magnitudinea de 7,2 grade Richter produs în Japonia, în regiunea insulei Honshu.
- 11 martie: Un cutremur cu magnitudine 9 grade Richter și cu epicentrul în oceanul Pacific, a lovit orașul Sendai, aflat pe coasta de est a Japoniei. Seismul a fost urmat de numeroase replici de peste 6 grade și a declanșat un tsunami de peste 10 metri. A fost cel mai puternic cutremur înregistrat vreodată în Japonia.[2]
- 12 martie: O explozie la Centrala nucleară de la Fukushima 1; patru muncitori sunt răniți și locuitorii zonei avertizați de scurgeri de radiații.[3][4]
- 13 martie: O altă explozie, de data asta la reactorul Fukushima 3; trei muncitori sunt răniți și 7 sunt dați dispăruți.[5][6]
- 14 martie: A treia explozie are loc la reactorul Fukushima 2. Magnitudinea cutremurului este reevaluată de la 8,9 la 9 grade Richter, acesta devenind al patrulea cel mai puternic cutremur din lume înregistrat după 1900.
- 15 martie: Reactorul 4 de la Fukushima a luat foc. Purtătorul de cuvânt al guvernului japonez a anunțat că răcirea reactorilor 5 și 6 pare să nu funcționeze bine, după ce sistemul de răcire al tuturor celorlalte patru reactori ai centralei a fost afectat de cutremurul din 11 martie și de tsunami. Guvernul a cerut populației aflate pe o rază de 30 de km în jurul centralei să rămână în case.

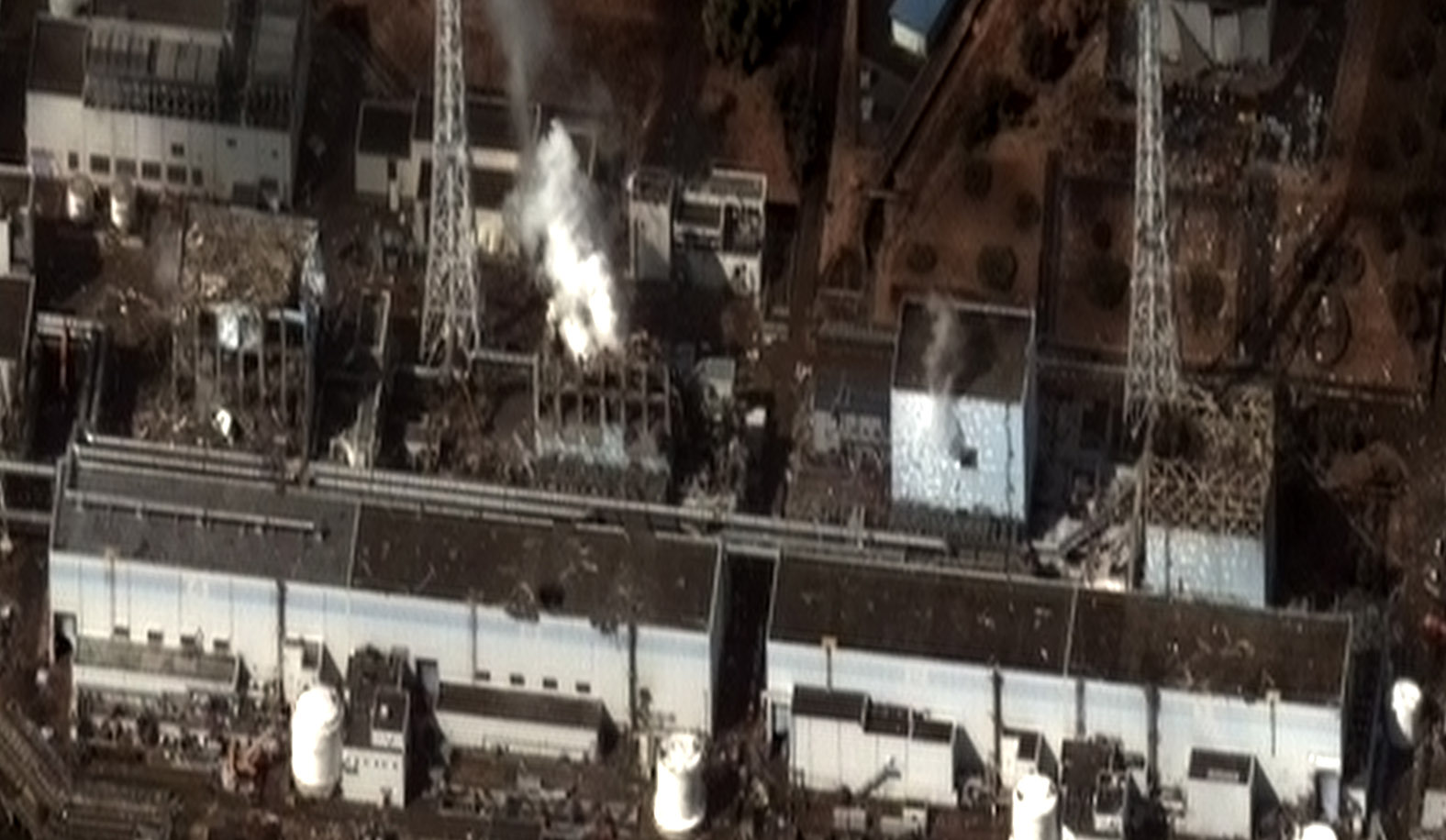
Accidentul nuclear de la Fukushima

- 15 martie: Regele Bahrainului, Hamad bin Isa Al Khalifa, declară stare de urgență timp de 3 luni în urma protestelor din Bahrain din 2011.
- 15 martie: Izbucnește Războiul Civil Sirian în urma protestelor împotriva regimului Assad.
- 16 martie: Împăratul Japoniei, Akihito, a avut prima ieșire publică de la cutremurul din 11 martie, într-un discurs televizat calificat drept "fără precedent" de Agenția Reuters. Suveranul nipon s-a declarat profund îngrijorat în legătură cu criza cu care se confruntă țara sa în urma seismului și a tsunami-ului și a cerut solidaritate. Un nou incendiu izbucnește la reactorul 4 al centralei Fukushima.
- 17 martie: Patru elicoptere ale armatei japoneze au început să toarne apă pe reactorul 3 al centralei nucleare de la Fukushima ca să răcească barele de combustibil supraîncălzit.[7] Agenția Internațională pentru Energia Atomică a afirmat că situația centralei nucleare rămâne foarte serioasă, dar nici o înrăutațire majoră nu a intervenit. Bilanțul oficial provizoriu al cutremurului și a valului seismic: 5.321 decese și 9.329 dispăruți.[8]
- 17 martie: În timp ce cei 15 membri ai Consiliului de Securitate al ONU urmează să voteze un proiect de rezoluție, care prevede măsuri militare pentru protejarea civililor din Libia, purtătorul de cuvânt al Ministrul libian al Apărării declară că "orice operațiune militară străină împotriva Libiei va expune pericolului tot traficul aerian și maritim din Mediterana".[9]
- 18 martie: Sonda spațială Messenger de la NASA a devenit prima navă spațială care orbitează planeta Mercur.
- 19 martie: Avioane franceze au efectuat 4 raiduri aeriene în Libia, distrugând mai multe blindate ale forțelor loiale colonelului Muammar Gaddafi. Statele Unite și Marea Britanie au lansat un prim val de circa 110 rachete de croazieră Tomahawk asupra unor obiective din Libia.[10]
- 25 martie: O nouă acumulare de apă puternic contaminată a fost descoperită în subsolul clădirii de la turbina reactorului numărul 1 de la Fukushima. Bilanțul oficial provizoriu al cutremurului și a valului seismic din Japonia: 10.000 decese și 17.053 dispăruți.[11]
- 28 martie: A 5-a ediție a Premiilor Gopo.
- 30 martie: Nivel de radiație crescut într-un sat situat la 40 km de Fukushima, în afara zonei de excludere.[12]

## Decese
- 1 martie: Nicolae Botnariuc, 95 ani, zoolog, biolog român (n. 1915)
- 1 martie: John Michael Lounge, 64 ani, astronaut american (STS-51-I), (n. 1946)
- 1 martie: Ion Monea, 70 ani, pugilist și antrenor român (n. 1940)
- 4 martie: Charles Jarrott, 83 ani, regizor britanic (n. 1927)
- 4 martie: Simon van der Meer, 85 ani, fizician neerlandez (n. 1925)
- 6 martie: Mihail Buracu, 80 ani, senator român (1992-1996), (n. 1930)
- 6 martie: Agnes-Marie Grisebach, 97 ani, scriitoare germană (n. 1913)
- 8 martie: Marcu Botzan, 97 ani, agronom român (n. 1913)
- 8 martie: Mike Starr, 44 ani, muzician american (n. 1966)
- 9 martie: Eiko Matsuda, 58 ani, actriță japoneză (n. 1952)
- 12 martie: Tawfik Tubi, 88 ani, om politic comunist arabo-israelian (n. 1922)
- 15 martie: Nate Dogg (n. Nathaniel Dwayne Hale), 41 ani, rapper american (n. 1969)
- 15 martie: Rodion Hodovanschi, 83 ani, interpret de muzică ușoară din România (n. 1927)
- 17 martie: Michael Gough, 94 ani, actor britanic (n. 1916)
- 17 martie: Romul Munteanu, 84 ani, critic, istoric literar și editor român (n. 1926)
- 18 martie: Warren Christopher (Warren Minor Christopher), 85 ani, diplomat și politician american (n. 1925)
- 19 martie: Knut, 4 ani, urs polar (n. 2006)
- 21 martie: Nikolai Andrianov, 58 ani, gimnast rus (n. 1952)
- 23 martie: Teodor Gheorghe Negoiță, 63 ani, explorator român (n. 1947)
- 23 martie: Elizabeth Taylor (Elizabeth Rosemond Taylor), 79 ani, actriță americană (n. 1932)
- 26 martie: Roger Abbott, 64 ani, actor de comedie canadian (n. 1946)
- 26 martie: Ioan Grigorescu, 80 ani, scriitor român (n. 1930)
- 26 martie: Diana Wynne Jones, 76 ani, scriitoare britanică (n. 1934)
- 26 martie: Aloysius Winter, 79 ani, teolog german (n. 1931)
- 27 martie: Farley Granger (Farley Earle Granger Jr.), 85 ani, actor de film, american (n. 1925)
- 28 martie: Supyan Abdullayev, 54 ani, comandant cecen (n. 1956)
- 29 martie: José Alencar (n. José Alencar Gomes da Silva), 79 ani, om politic brazilian (n. 1931)
- 30 martie: Liudmila Gurcenko, 75 ani, actriță de teatru și film, regizoare și cântăreață sovietică și rusă de origine ucraineană (n. 1935)
- 31 martie: Shaul Carmel (n. Saul Croitoru), 73 ani, poet român de etnie evreiască (n. 1937)